# Antwain Aguillard
Antwain Delawarence Aguillard (Las Vegas, 22 agosto 1989) è un pallavolista statunitense, centrale dei Las Vegas Ramblers.

## Carriera

### Club
La carriera di Antwain Aguillard inizia nei tornei scolastici del Nevada con la Spring Valley HS. Successivamente gioca a livello universitario prima col Long Beach City, poi con la CSU Long Beach in NCAA Division I dal 2010 al 2011, venendo inserito nella seconda squadra All-America durante il suo ultimo anno.
Nella stagione 2013-14 firma il suo primo contratto professionistico in Finlandia, approdando all'ETTA, in Lentopallon Mestaruusliiga. Nella stagione seguente difende invece i colori della Padova, nella Superlega italiana, prima di trasferirsi al Banatul Caransebeș, nella Divizia A1 rumena, per il campionato 2015-16 e di ritornare nella massima divisione finlandese nel campionato seguente, questa volta vestendo la maglia del Kokkolan Tiikerit.
Nella stagione 2017-18 gioca nella Ligue B francese, centrando la promozione in massima serie col Cannes, mentre nella stagione seguente approda nella 1. Bundesliga tedesca col Giesen. Dopo un periodo di inattività, rientra in patria coi Las Vegas Ramblers, impegnati in NVA, con cui viene premiato come miglior centrale dello NVA Showcase 2020.

## Palmarès

### Premi individuali
- 2011 - All-America Second Team
- 2020 - NVA Showcase: Miglior centrale